# 香港佛教墳場

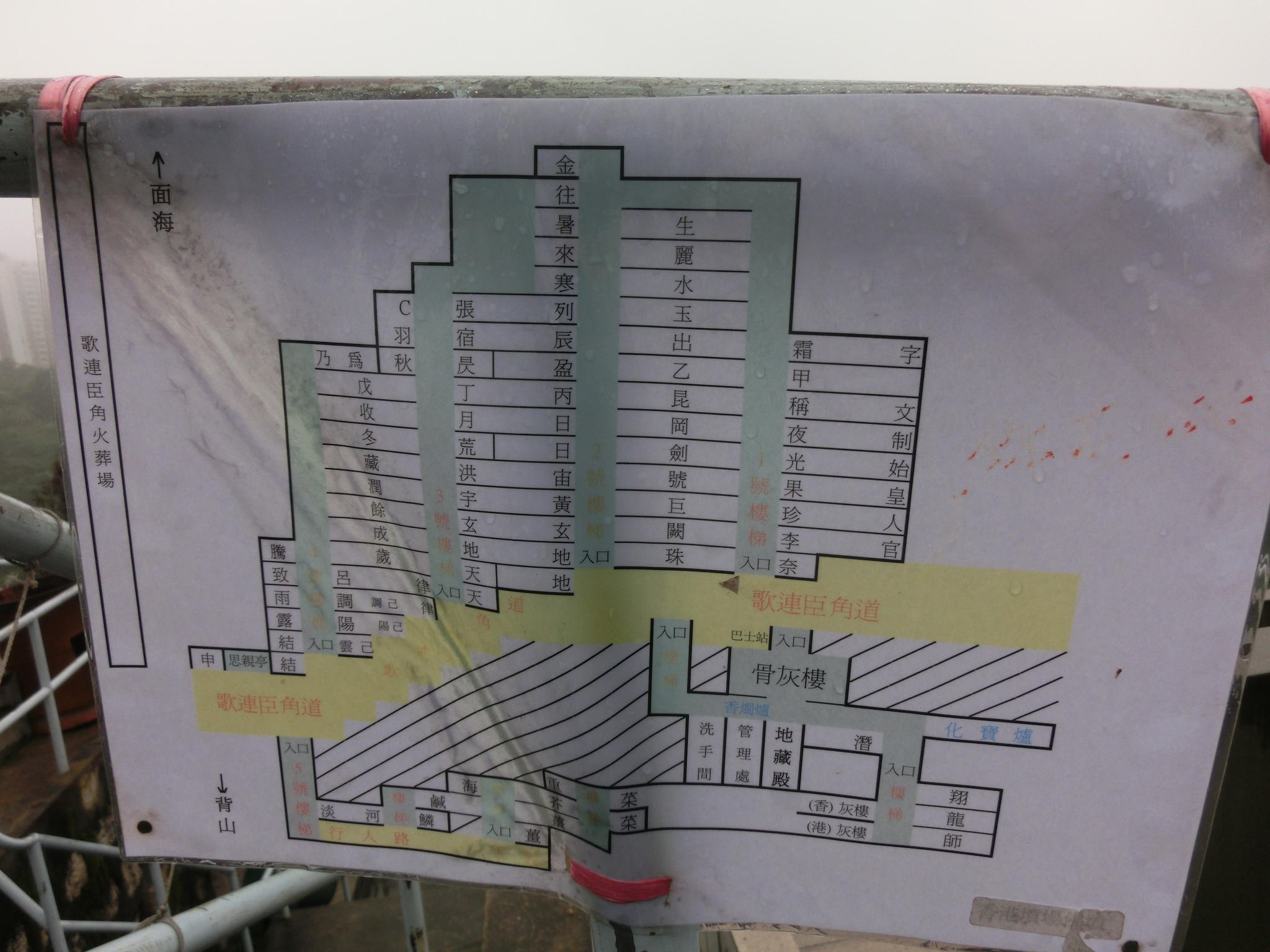
香港佛教墳場地圖

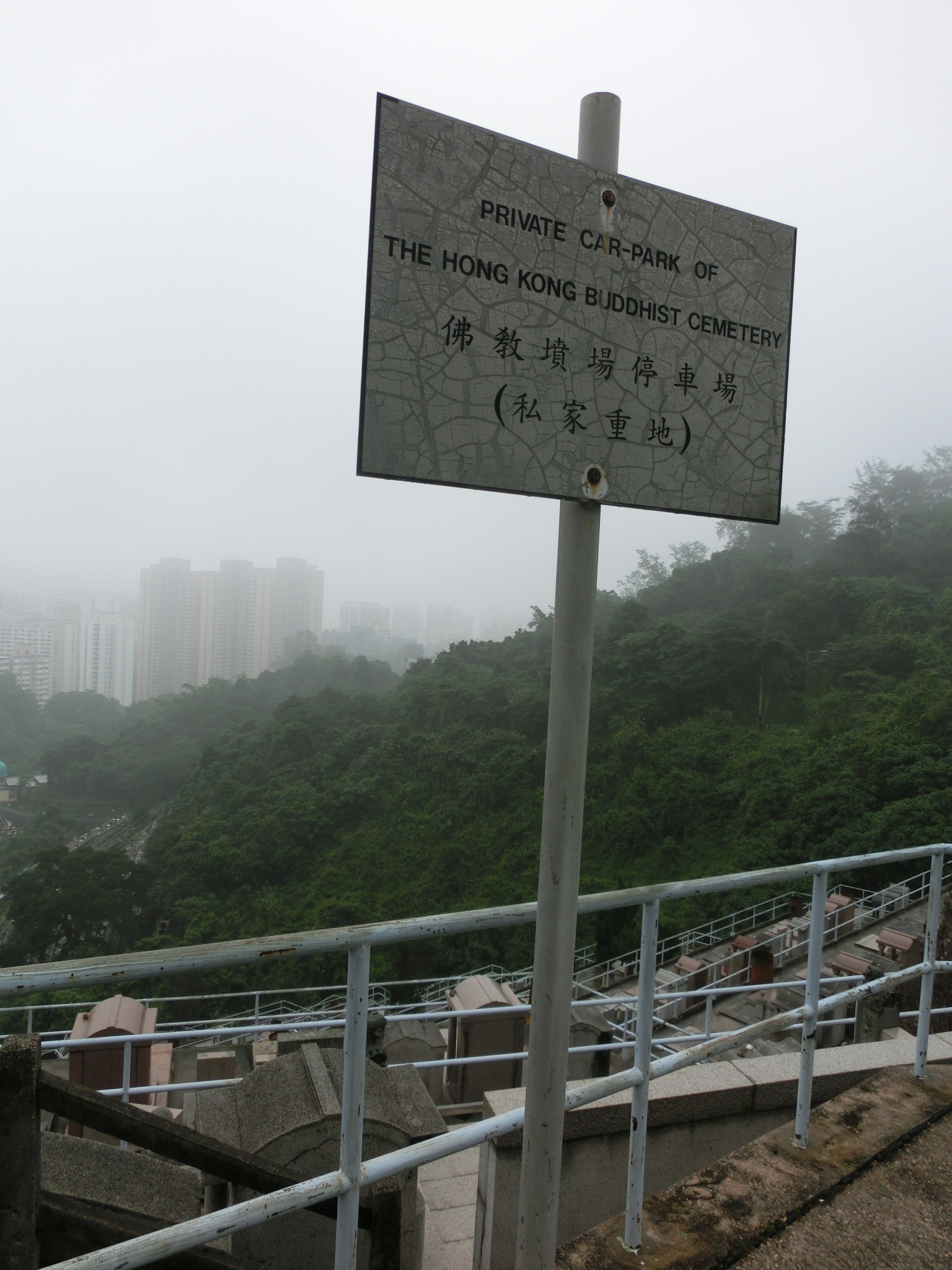
香港佛教墳場停車場告示牌

香港佛教墳場（英語：Hong Kong Buddhist Cemetery），簡稱佛教墳場，是香港佛教聯合會屬下的私營墳場，由香港佛教聯合會監督管理，位於香港柴灣歌連臣角，於1963年落成啟用，墳場內有土葬墓地、骨灰龕位及蓮位，用作安葬逝世的佛教徒兼佛教聯合會會員。

## 下葬名人
- 廖輝亭道長（1880－1965）歷任道教圓玄學院副主席丶青松仙觀監事長丶鐘聲慈善社社長丶中區街坊福利會名譽會長丶深水埗街坊會理監事和香港廖氏宗親會名譽會長
- 釋海山（1891年6月1日－1963年10月10日）
- 釋慈祥（1910年－1999年9月14日）
- 釋聖懷（1925年1月7日－2009年3月20日）弘化蓮社主持
- 釋元果（1929年－1998年9月24日）
- 李志雄（1891年－1967年6月7日）新興機構創辦人[3][4][5]
- 霍英東（1923年5月10日－2006年10月28日）
- 廖寶珊（1900年－1961年）[5][6]
- 黃來興（1939年5月3日－1967年7月8日）華籍警員，編號7266，六七暴動沙頭角槍戰中殉職的香港警察[5]
- 馮燕平（1925年7月1日－1967年7月8日）華籍警目，編號4009，六七暴動沙頭角槍戰中殉職的香港警察[7]
- 梁兆基（1947年－1980年10月13日）深水埗楓樹街地鐵地盤二級火中殉職的助理消防區長[8][9][10]
- 馬錦燦（1909年－1984年）
- 李嘉誠家族
  - 李雲經（1898年－1943年）李嘉誠父親
  - 李嘉宣 李嘉誠胞弟
  - 李嘉昭 李嘉誠二弟
  - 庄靜庵（1908年－1995年10月13日）李嘉誠岳父兼舅父[11]
  - 黃惠君 庄靜庵二房
  - 邱碧雲（1909年－2002年4月14日）李嘉誠岳母兼舅母[12]
  - 莊月明（1933年6月22日－1990年1月1日）李嘉誠亡妻[12][13]
- 董瑞昌（1881年－1932年）董建華的祖父[14]
- 周君任（1928年－2001年2月19日）周生生集團創辦人
- 何善衡（1900年－1997年12月）恒生銀行創辦人之一
- 胡忠（1902年－1991年）胡應湘父親
- 徐亮之《亮齋雜筆》的作者
- 李寶椿（1886年－1963年）
- 楊耀松（1921年－2003年2月25日）「工廈大王」
- 王啟宇（1883年－1965年）「中國紡織技術奠基人」
- 司徒浩（1886年12月6日－1977年4月16日）宏德機器鐵工廠創辦人[15][16][17][18]
- 張玉麟（1923年4月16日－1979年3月24日）[19]
- 黃笏南（1887年2月14日－1979年8月18日）香港企業家和慈善家[20][21][22][23]
- 黃國芳（1903年3月7日－1983年3月15日）佛教黃鳳翔中學創校校長
- 徐亮之（1907年3月20日－1966年9月12日）
- 楊日霖（1910年11月7日－1982年2月15日）道慈佛社創辨人
- 呂志和（1929年9月11日－2024年11月7日）嘉華集團創辦人[24]
- 羅宗淦（1916年－1966年6月12日）時任助理教育司
- 張沛松（1918年－1972年）威靈頓英文中學創辦人兼創校校長[25]
- 鍾雲山（1919年10月7日—2012年5月18日）香港粵曲演唱家[26]:51

## 鄰近的墳場
- 西灣國殤紀念墳場
- 歌連臣角軍人墳場
- 柴灣歌連臣角天主教聖十字架墳場
- 歌連臣角火葬場
- 歌連臣角回教墳場

## 外部連結
- 香港佛教聯合會 - 香港佛教墳場 （页面存档备份，存于）